# BSON
BSON(/ˈbiːsən/)은 컴퓨터 데이터 교환 형식이다. "BSON"이라는 이름은 JSON이라는 용어를 기반으로 하며 "바이너리 JSON"(Binary JSON)을 의미한다. 이는 연관 배열(이름-값 쌍이라고도 함), 정수 인덱스 배열 및 일련의 기본 스칼라 유형을 포함하여 단순하거나 복잡한 자료 구조를 표현하기 위한 이진 형식이다. BSON은 2009년 MongoDB에서 시작되었다. 여러 스칼라 데이터 유형이 MongoDB에 특히 관심이 있으며 형식은 MongoDB 데이터베이스의 데이터 저장소 및 네트워크 전송 형식으로 사용되지만 MongoDB 외부에서 독립적으로 사용할 수 있다. 구현은 C, C++, C 샤프, D, 델파이, 얼랭, Go, 하스켈, 자바, 자바스크립트, 줄리아, 루아, OCaml, 펄, PHP, 파이썬, 루비, 러스트, 스칼라, 스몰토크, 스위프트 등 다양한 언어로 이용이 가능하다.

## 같이 보기
- JSON